# Cirebon Baru
Cirebon Baru is een bestuurslaag in het regentschap Kepahiang van de provincie Bengkulu, Indonesië. Cirebon Baru telt 483 inwoners (volkstelling 2010).